# Fragariinae
Fragariinae (лат.) — подтриба цветковых растений из трибы Potentilleae подсемейства розановых (Rosoideae) семейства розовые (Rosaceae).
Включает около дюжины родов, в том числе важную плодовую культуру — землянику (Fragaria), от латинского названия которой произошло номенклатурное наименование данной подтрибы.

## Описание
В подтрибу входят кустарники, полукустарники и многолетние травы.
Чешский ботаник Иржи Сояк, исследуя строение пыльников цветков из трибы Potentilleae, установил, что представители подтрибы Potentillinae имеют пыльники с двумя половинками (теками), окружённые швом, незамкнутым в верхней части и у основания пыльника, а виды подтрибы Fragariinae обладают пыльниками с одной текой, окружённой швом, незамкнутым лишь в основании пыльника. Этот морфологический признак лёг в основу деления трибы на две подтрибы, подтверждая тем самым данные молекулярно-филогенетических исследований.

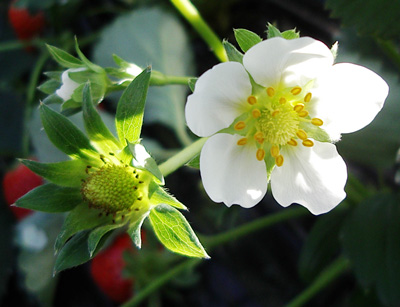
Цветок и завязи плодов земляники садовой
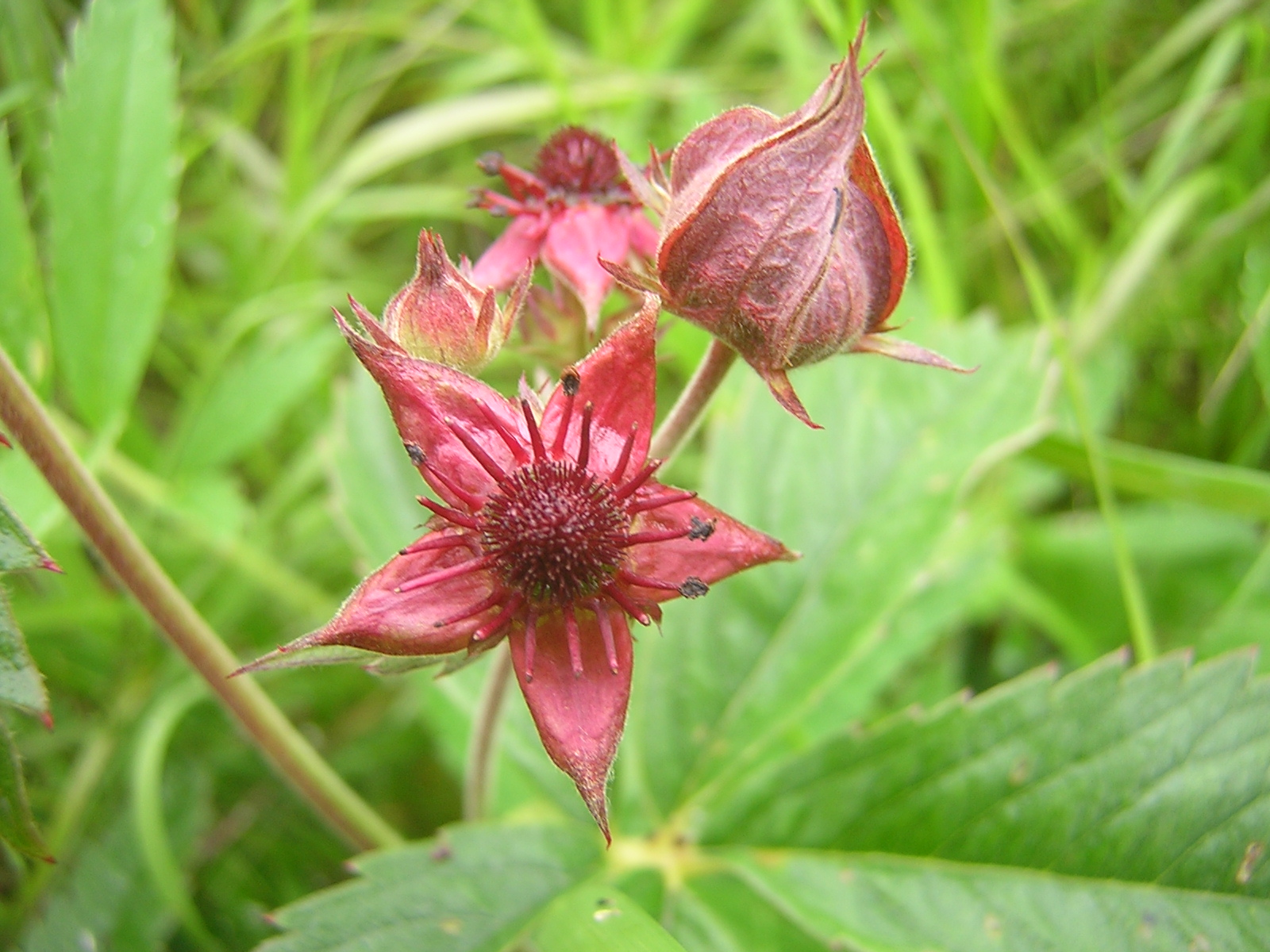
Цветки сабельника болотного

## Таксономия
Fragariinae Torr. & A.Gray, Fl. N. Amer. 1840.

## Систематика
В 2007 году в работе, посвящённой филогении и квалификации семейства Rosaceae, было показано, что триба Potentilleae Sweet составляется из двух группировок: собственно подтрибы Potentillinae J.Presl с 9 родами включая род Potentilla L. и подтрибы Fragariinae Torr. et A.Gray.
В составе последней числятся роды:
- Alchemilla L. — Манжетка
включая Aphanes L., Lachemilla (Focke) Lagerh., Zygalchemilla Rydb.
- Chamaerhodos Bunge
- Comarum L. — Сабельник
включая Farinopsis Chrtek et Soják
- Dasiphora Raf. [syn.  Pentaphylloides Duhamel]
- Drymocallis Fourr.
- Fragaria L. — Земляника
- Potaninia Maxim. — Потаниния
- Sibbaldianthe Juz.
включая Schistophyllidium (Juz.  ex  Fed.)  Ikonn.
- Sibbaldia L. — Сиббальдия
- Sibbaldiopsis Rydb.